# Csabai József
Csabai József, Joe Csabai (Sátoraljaújhely, 1932. március 7. – Vancouver, 2023. február 9.) magyar labdarúgó, csatár, edző, orvos, kiropraktőr.

## Pályafutása
Szülővárosában, Sátoraljaújhelyen kezdte a labdarúgást, ahol az NB II-es csapata játékosa volt. 1950-ben érettségizett, majd Budapesten a Testnevelési Főiskola hallgatója lett, ahol 1955-ben diplomázott. 1956-ban a Bp. Kinizsi labdarúgó volt, ahol öt élvonalbeli mérkőzésen szerepelt és két gólt szerzett.
Tagja volt a B-válogatottnak, amely a melbourne-i olimpiára készült, de a címvédő magyar válogatottat politikai döntésre visszaléptették. A forradalom leverése után Henni Gézával és öccsével Miklóssal elhagyta az országot és Bécs érintésével az Egyesült Államokba, New York-ba mentek. Itt az emigránsokból álló New York Hungaria csapatában kezdett eljátszani. Innen került kapcsolatok révén Spanyolországba.
1957-ben az Atlético Madrid szerződtette, de mivel korlátozva volt az idegenlégiósok száma és az Atléticóban már két argentin játszott így nem tudott pályára lépni a madridi csapatban, ezért kölcsönben a másodosztályú Huelva játékosa lett az 1957–58-as idényben. A következő idényben az Atlético mégsem tartott igényt a játékára ezért Real Zaragoza csapatához szerződött. 1960 tavaszának elején egy edzőmérkőzésen bokatörést szenvedett. Ekkor már tervben volt, hogy a következő idényben a Real Madridhoz szerződik, de a serdülés miatt ebből nem lett semmi. Még az 1960–61-es idényben is a zaragozai csapat igazolt játékosa volt, de pályára már nem léphetett.
1961-ben visszavonult a profi labdarúgástól és New Yorkba költözött, ahol régi vágya szerint elkezdte orvosegyetemi tanulmányait. Közben amatőrként újra New York Hungaria csapatában játszott 1966-ig. 1967-ben megszerezte orvosi diplomáját, szakterülete az ortopédia lett.
1967–68-ban Puskás Ferenc másodedzője lett a kanadai Vancouver Royals csapatánál. A klub csak egy évig működött. Puskás visszatért Spanyolországba, Csabai viszont megnősült, és orvosként praxist indított a kanadai városban. 1971 és 1974 között a Vancouver Whitecaps vezetőedzőjeként tevékenykedett. 1974 és 1979 között Olaszországban, egy római sportklinikán dolgozott. 1986-ban az AC Milanhoz szerződő Daniele Massaro térdének terápiájával bízták meg. Ennek sikere után az AC Milan több kiválóságának, Marco van Bastennek, Ruud Gullitnak és Franco Baresinek a személyi orvosa lett.
Nyugdíjas éveiben tagja lett a felcsúti Puskás Ferenc Labdarúgó Akadémia szakmai irányító testületének és a Puskás Nemzetközi Futball Alapítvány kuratóriumának.

## Sikerei, díjai
New York Hungaria
- Amerikai kupa (US Open Cup)
  - győztes: 1962